# Karan Brar
Karan Brar (Redmond, 18 gennaio 1999) è un attore statunitense.
È noto principalmente per la sua partecipazione alla serie televisiva Jessie.

## Biografia
Karan Brar è nato il 18 gennaio 1999 a Redmond, Washington, dai genitori Harinder e Jasbinder Brar, che sono di origine indiana. È cresciuto a Bothell, Washington, e ha un fratello maggiore, una sorella di nome Sabreena. Brar ha frequentato la Cedar Wood Elementary School e ha studiato recitazione presso i laboratori John Robert Powers e Patti Kalles.
Brar ha iniziato la sua carriera di attore all'età di 11 anni, interpretando il ruolo del pittore indiano Chirag Gupta nel film di commedia Diario di una schiappa. Nato e cresciuto negli Stati Uniti, Brar parla naturalmente con un accento statunitense e ha lavorato con un coach dialettale per perfezionare il suo accento indiano per il ruolo. 
Nel marzo 2011, Brar ha ripreso il ruolo di Chirag Gupta nel sequel del film Diario di una schiappa 2 - La legge dei più grandi .  Nell'ottobre 2011 è stato confermato che avrebbe ripreso anche il ruolo di Chirag per la terza puntata del franchise di Wimpy Kid , Diario di una schiappa - Vita da cani , uscito il 3 agosto 2012. Nell'aprile 2010, è apparso nella campagna pubblicitaria di Seeds of Compassion che annunciava la visita del Dalai Lama a Seattle, oltre ad apparire in spot pubblicitari per Shell Gasoline e Committee for Children. 
Brar ha iniziato a recitare nel ruolo del decenne adottivo indiano Ravi Ross nella serie comica di Disney Channel Jessie nel settembre 2011. Durante la pre-produzione dello spettacolo, il ruolo di Ravi era originariamente inteso come un ragazzo ispanico di nome Javier del Sud America, ma i direttori di casting sono rimasti impressionati da Brar durante il processo di audizione e alla fine hanno deciso di ricreare il ruolo per lui. 
Nel febbraio 2015 è stata annunciata una nuova serie di Disney Channel Bunk'd , uno spin-off di Jessie, in cui Brar riprenderebbe il ruolo di Ravi Ross, recitando insieme a Peyton List e Skai Jackson. Quell'anno, interpretò il ruolo di George nel film originale del canale Disney Invisible Sister .  Nel 2018, ha avuto un ruolo minore nel film di fantascienza Pacific Rim: Uprising .

## Vita privata
Brar vive nella zona di Los Angeles con i suoi genitori e la sorella maggiore. Parla fluentemente inglese, punjabi e hindi.  Quando non è impegnato a lavorare, Brar ama il pattinaggio artistico, pattinaggio a rotelle, nuoto, danza hip-hop, il rap e i videogiochi.  Ha anche recitato in uno dei video di YouTube per Lilly Singh . Il 30 novembre 2023 ha rivelato di essere bisessuale e di avere sofferto di PTSD e depressione in un testo scritto per Teen Vogue che riguarda il suo percorso personale nel trovare se stesso. 

## Filmografia

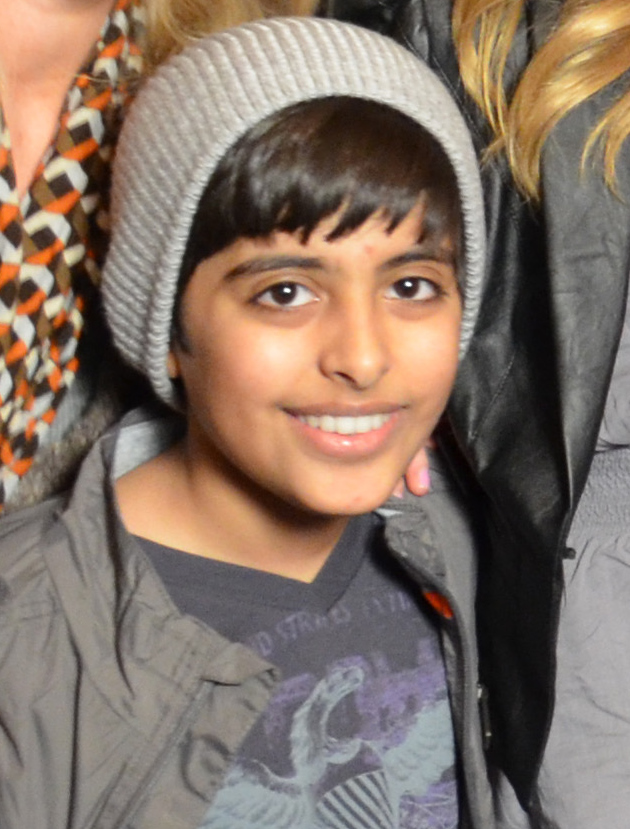
Karan Brar nel 2011

### Cinema
- Diario di una schiappa (Diary of a Wimpy Kid), regia di Thor Freudenthal (2010)
- Diario di una schiappa 2 - La legge dei più grandi (Diary of a Wimpy Kid: Rodrick Rules), regia di David Bowers (2011)
- Diario di una schiappa - Vita da cani (Diary of a Wimpy Kid: Dog Days), regia di David Bowers (2012)
- Natale in fuga (Chilly Christmas), regia di Gregory Poppen (2012)
- Mr. Peabody e Sherman (Mr. Peabody & Sherman), regia di Rob Minkoff (2014) – voce
- Pacific Rim - La rivolta (Pacific Rim: Uprising), regia di Steven S. DeKnight (2018)
- Stargirl, regia di Julia Hart (2020)
- Hubie Halloween, regia di Steven Brill (2020)

### Televisione
- Austin & Ally – serie TV, episodio 2x06 (2012)
- Coppia di re (Pair of Kings) – serie TV, episodi 3x08-3x23 (2012-2013)
- Passa il piatto (Pass the Plate) – serie TV, 11 episodi (2013-2014)
- Sofia la principessa (Sofia the First) – serie animata, 4 episodi (2013) – voce
- Buona fortuna Charlie (Good Luck Charlie) – serie TV, episodio 4x17 (2013)
- Lab Rats – serie TV, episodio 3x11 (2014)
- Ultimate Spider-Man – serie animata, 1 episodio (2014) – voce
- Summer Camp (Bunk'd) – serie TV (2015-in corso)
- Mia sorella è invisibile! (Invisible Sister), regia di Paul Hoen – film TV (2015)
- Jessie – serie TV, 101 episodi (2011-2015)
- Champions - serie TV episodio 1x05 (2018)

## Programmi TV
- Teens Wanna Know, puntate 2x15-3x27-4x15 (2013-2015)

## Doppiatori italiani
Nelle versioni in italiano delle opere in cui ha recitato, Karan Brar è stato doppiato da:
- Riccardo Suarez in Jessie, Mia sorella è invisibile!, Summer Camp, Stargirl, La lista dei fan**lo
- Arturo Valli in Diaro di una schiappa (film), Diario di una schiappa 2 - La legge dei più grandi, Diario di una schiappa (Vita da cani)
- Alex Polidori in Hubie Halloween, Pacific Rim - La rivolta

Da doppiatore è sostituito da:
- Lorenzo Crisci in Mr. Peabody e Sherman

## Riconoscimenti

### Premi
- 2011 – Young Artist Awards
  - Miglior cast giovane in un film per Diario di una schiappa[2]

- 2012 – Young Artist Awards
  - Miglior giovane attore non protagonista in una serie TV per Jessie

- 2013 – Young Artist Awards
  - Miglior cast giovane in un film per Diario di una schiappa - Vita da cani

### Nomination
- 2013 – Young Artist Award
  - Nomination Miglior attore giovane non protagonista per Diario di una schiappa - Vita da cani